# Amran (muhafaza)
Amran (arap. ‏عمران) je jedna od 20 jemenskih muhafaza. Ova pokrajina prostire se na sjeverozapadu Jemena odnosno u unutrašnjosti zemlje.
Amran ima površinu od 7900 km² i oko 872.789 stanovnika, gustoća naseljenosti iznosi 110,5 st./km².

## Vanjske poveznice
- Slike iz Amrana